# STS-108
STS-108 var ett rymdfärjeuppdrag som genomfördes 2001 med rymdfärjan Endeavour. Den sköts upp från Pad 39B vid Kennedy Space Center i Florida den 5 december 2001. Efter nästan tolv dagar i omloppsbana runt jorden återinträdde rymdfärjan i jordens atmosfär och landade vid Kennedy Space Center.
Flygningen gick till Internationella rymdstationen.
Flygningens mål var att byta besättningen på rymdstationen. Man levererade även annan utrustning och förnödenheter till rymdstationen, detta gjorde man med hjälp av modulen Raffaello som under några dagar var dockad med den amerikanska modulen Unity.
I och med att farkosten lämnade rymdstationen var Expedition 3 avslutad.